# Колесо обозрения

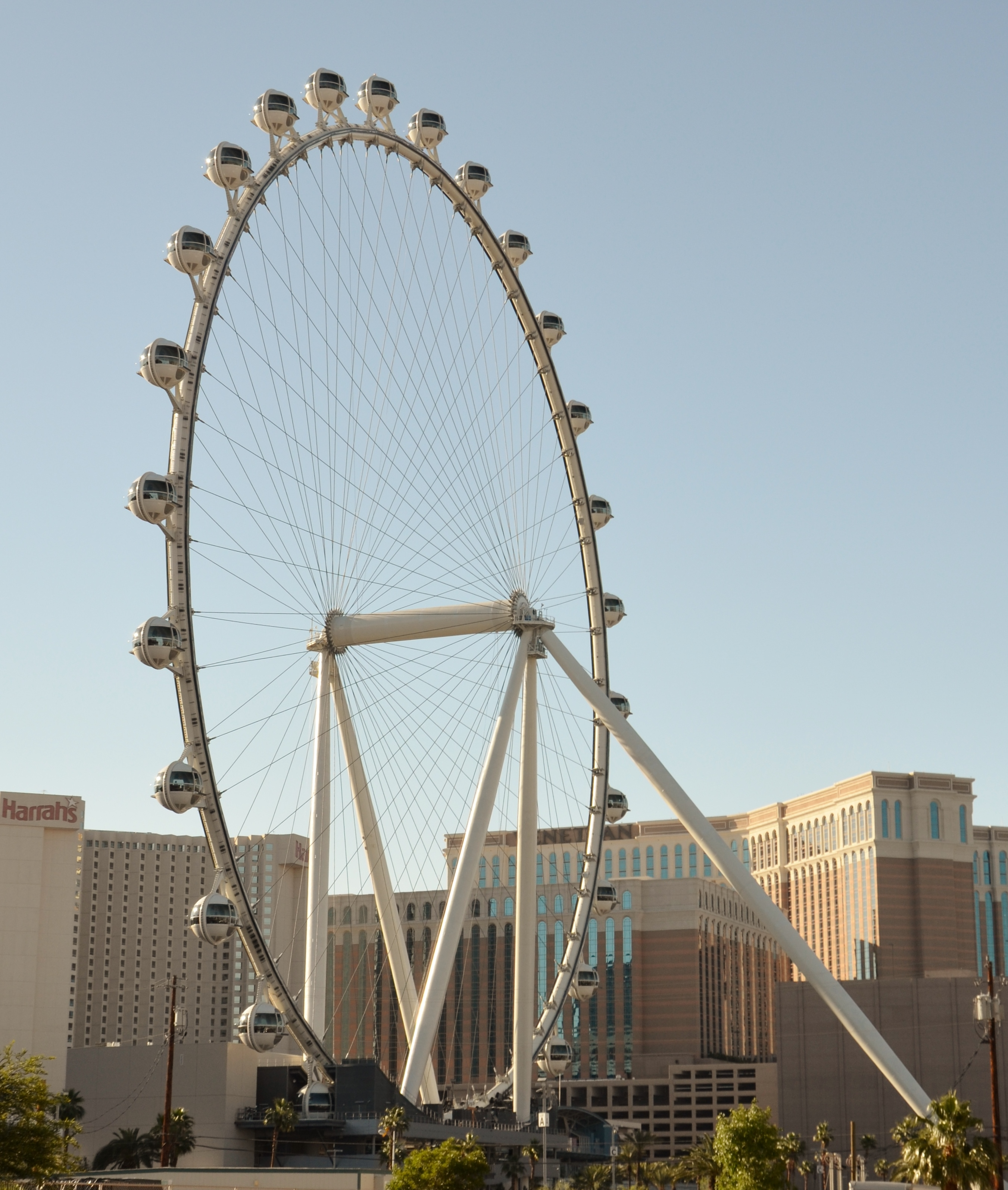
Колесо обозрения Хай Роллер в Лас-Вегасе

Кольцо обозре́ния (колесо Ферриса) — механический аттракцион в виде большого вертикально установленного колеса, к ободу которого прикреплены кабинки для пассажиров. Колёса обозрения есть во многих парках развлечений и других местах.

## История

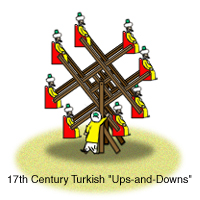
Турецкая конструкция XVII века, прообраз современных колёс обозрения

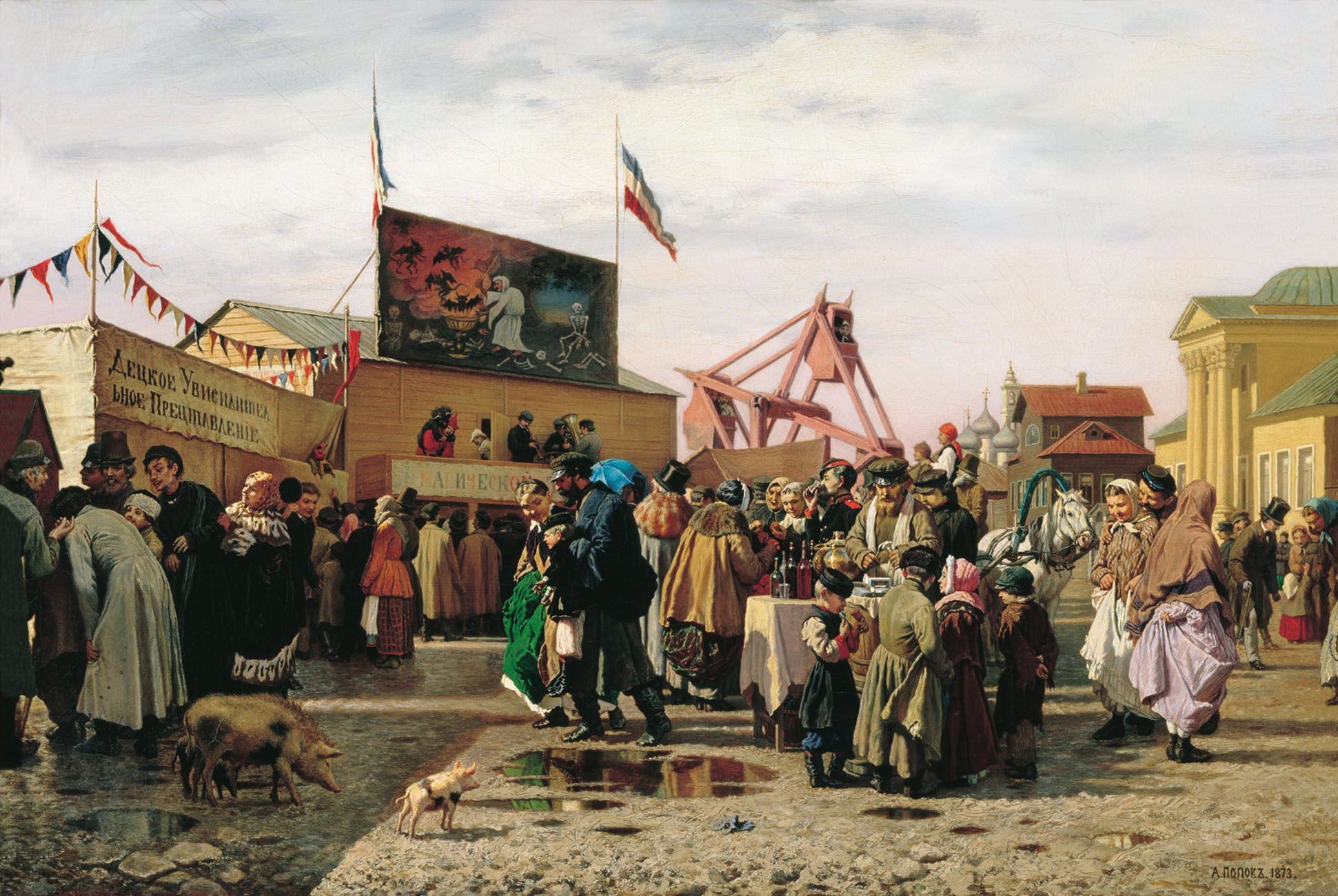
«Балаганы в Туле на Святой неделе». Андрей Попов, 1873. Деревянное колесо обозрения.

Прообразом современного колеса обозрения было приводимое в движение мускульной силой человека устройство, появившееся в XVII веке.
В России колесо обозрения стало популярным в годы правления императрицы Екатерины II (1729—1796) но, вероятно, появилось ранее.
Первое колесо обозрения с механическим двигателем построил в 1893 году инженер Джордж Вашингтон Гейл Феррис-младший (англ. George Washington Gale Ferris, Jr.). Оно было установлено на Всемирной колумбовской выставке в Чикаго. Колесо создавалось как американский ответ на башню Эйфеля в Париже. Диаметр колеса составлял 75 метров, масса — около 950 тонн. Колесо приводилось в движение двумя паровыми машинами мощностью в одну тысячу л. с. каждая. К ободу колеса было прикреплено 36 кабин, размером приблизительно с автобус. В каждой кабине было двадцать сидячих и сорок стоячих мест, и, таким образом, общая пассажировместимость аттракциона составляла 2 160 человек. Оборот колеса занимал двадцать минут. Весившая 70 тонн ось колеса была на тот момент самой большой стальной кованой деталью в истории техники. Колесо было выше самого высокого небоскрёба того времени, но в четыре раза ниже Эйфелевой башни.

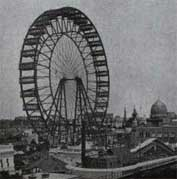
Первое колесо Ферриса в Чикаго, 1893
- Запись вращения первого колеса Ферриса, 1893
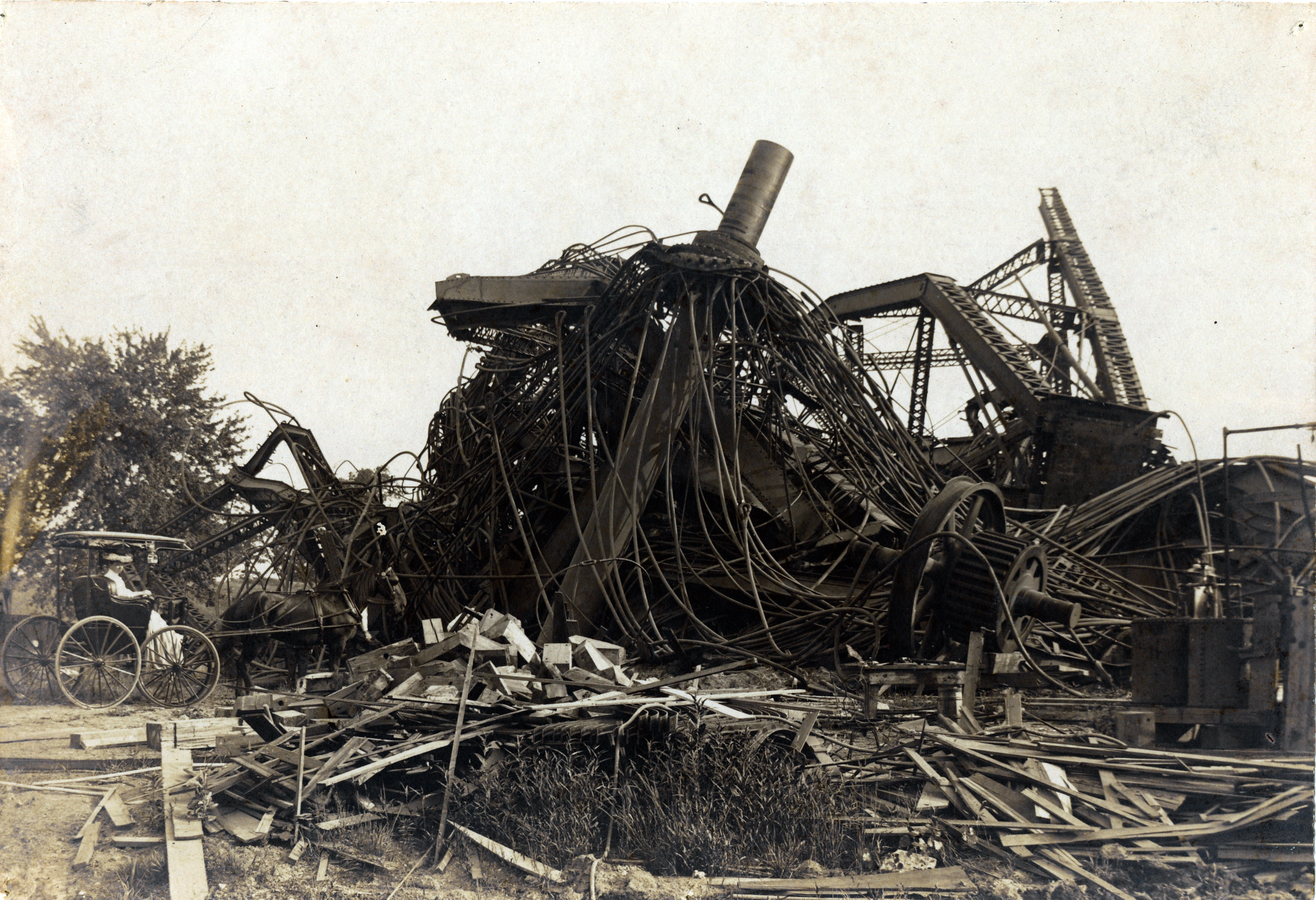
Колесо Ферриса после сноса в 1904 году

После закрытия выставки это колесо ещё дважды переносили на другое место. Колесо было окончательно разобрано в 1904 году после того, как оно год проработало на выставке в Сент-Луисе.
О важности вклада Ферриса в дело строительства колёс обозрения говорит хотя бы тот факт, что по-английски колесо обозрения до сих пор называется ferris wheel, то есть «колесо Ферриса».
Одно из наиболее известных колёс обозрения, построенное в 1897 году по проекту Ферриса вскоре после его смерти, находится в Вене и сохранилось до сих пор. Называется оно Wiener Riesenrad и является одной из главных достопримечательностей австрийской столицы.
Первое колесо обозрения в Великобритании было построено в Лондоне в 1895 году. Оно было скопировано с колеса Ферриса в Чикаго двумя молодыми австралийскими инженерами Адамом Гадделином (англ. Adam Gaddelin) и Гарретом Уотсоном (англ. Gareth Watson), которые впоследствии построили ещё около двухсот колёс обозрения по всему миру. Лондонское же колесо просуществовало с 1895 по 1906 год, успев покатать за это время 2,5 млн человек. Находилось оно в районе Earls Court.

## Типы колёс обозрения

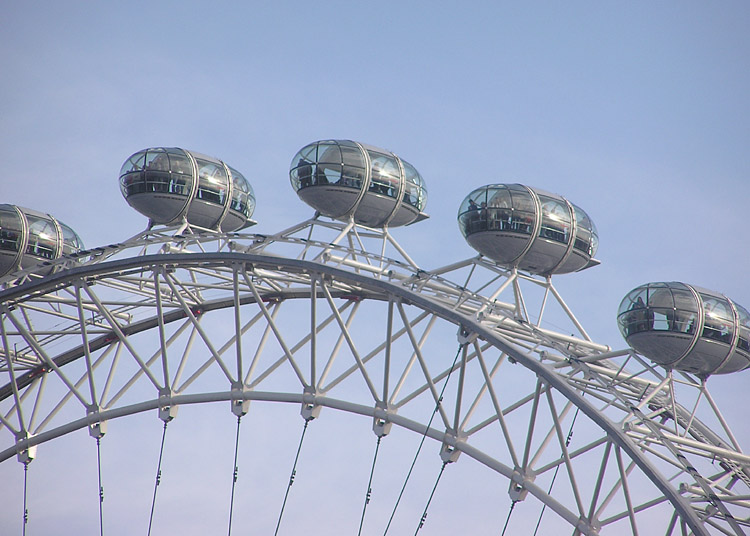
Способ крепления кабин к ободу наблюдательного колеса

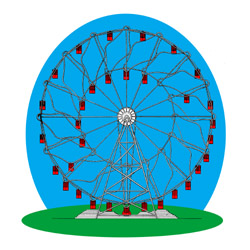
Колесо обозрения со скользящими кабинками

### «Наблюдательные колёса»
Так называемые «наблюдательные колёса» (англ. observation wheel) — новый тип колёс обозрения. Первым колесом такого типа стал «Лондонский глаз» (англ. London eye). Это колесо было открыто в 1999 году. В настоящее время строительство колёс такого типа ведётся в Лас-Вегасе, Шанхае, Москве, Бердянске и некоторых других городах.
Основное отличие наблюдательного колеса от колеса обозрения классического типа заключается в том, что кабины наблюдательного колеса не подвешены к ободу, а смонтированы снаружи обода. Если кабины обыкновенного колеса обозрения удерживаются в должном положении благодаря силе тяжести, то наблюдательное колесо для удержания кабин в нужном положении требует сложной механической системы стабилизации.

### Другие типы
Необычным типом классического колеса обозрения было колесо со скользящими кабинами. Такое колесо было сооружено в 1920-х годах в парке «Кони-Айленд» в нью-йоркском районе Бруклин. Оно сохранилось до сих пор и сейчас используется в парке «Deno’s Wonder Wheel Park». Копия этого колеса действует в калифорнийском парке Диснейленд.
В 1999 году для выставки в Нидерландах было создано колесо обозрения для автомобилей, где вместо кабинки была использована платформа, на которой закреплялся автомобиль.

## Колёса обозрения в СССР и России

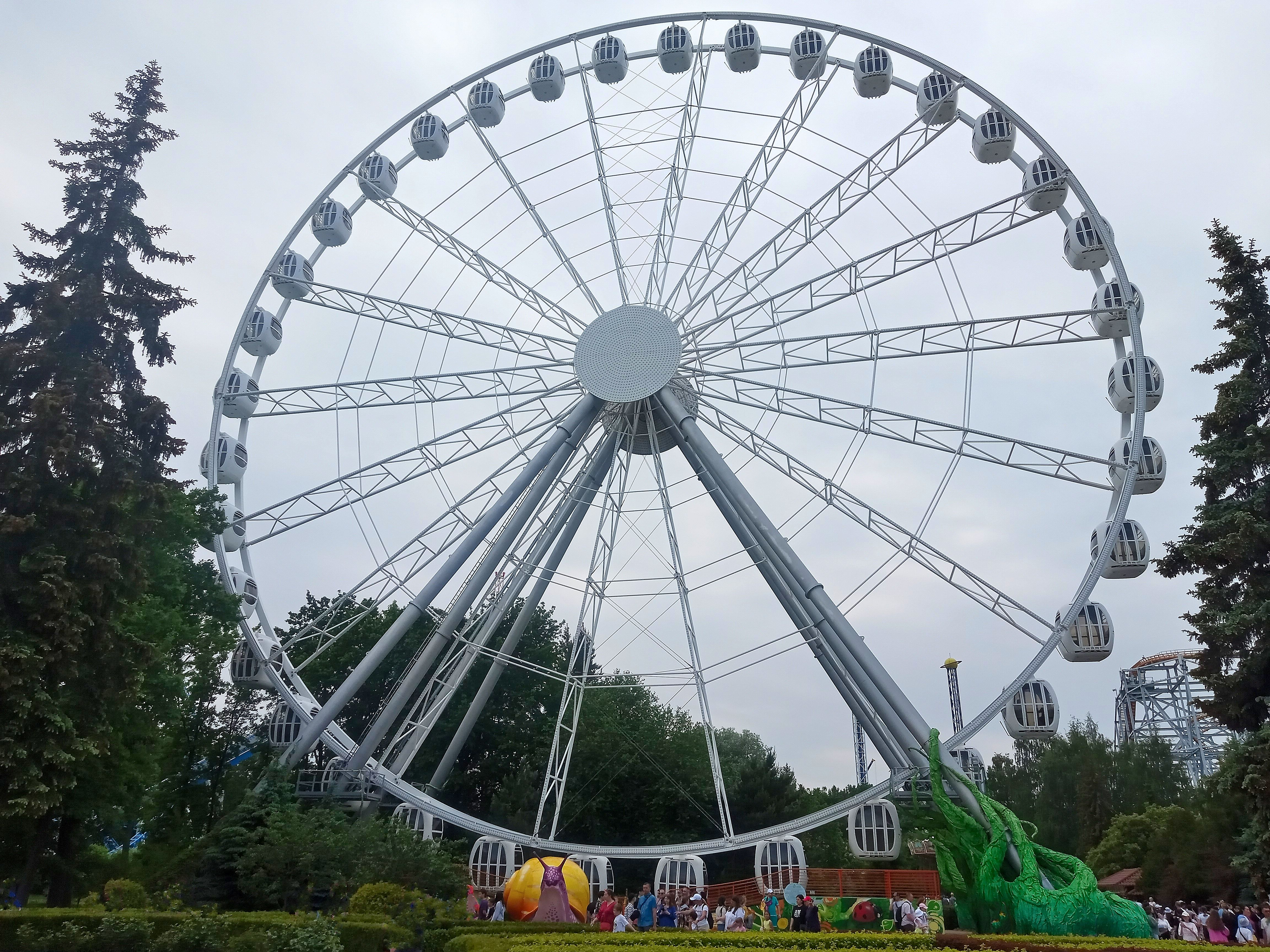
Колесо обозрения в Парке «Диво остров», Санкт-Петербург

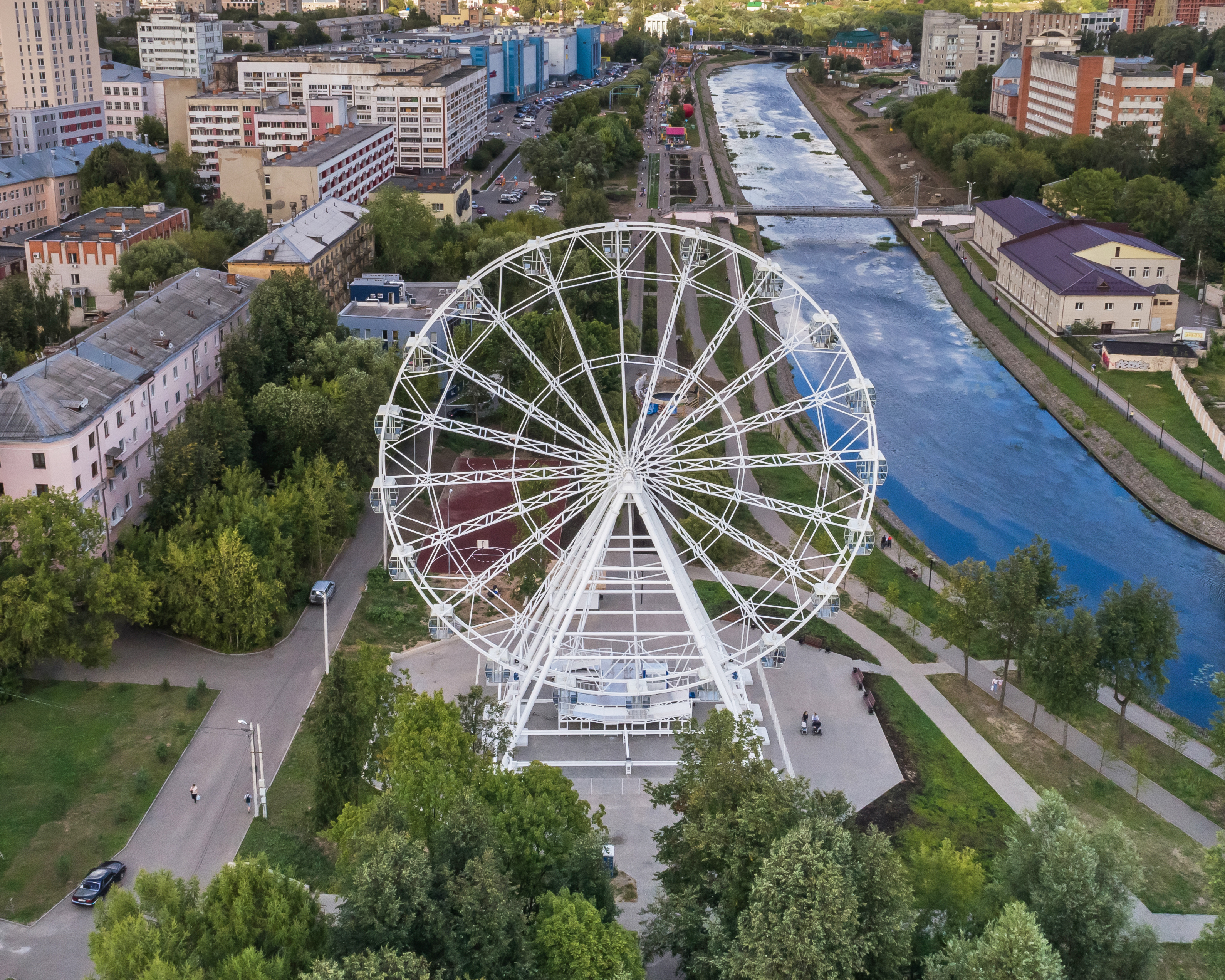
Колесо обозрения в Иваново

В СССР колесо обозрения было весьма распространённым аттракционом в парках культуры и отдыха, которые имелись в любом достаточно крупном городе. Как правило, во всех городах использовались стандартные колёса производства Ейского завода «Аттракцион» — модели «Колесо обзора», «Круговой обзор» и «Круговой обзор-М». Кроме «большого», в большинстве городов имелись маленькие детские колёса, известные под названием «аттракцион „Солнышко“».
По состоянию на октябрь 2020 года в Москве действует пять колес обозрения, установленных в различных парках и у торговых центров. Самое низкое колесо — 27,5 м; самое высокое — 55 м. Самое старое — колесо в Измайловском парке, построенное в 1958 году.

### Крупнейшие колёса обозрения России
| №  | Название                                                        | Высота, м | Дата открытия | Местоположение  | Примечания |
| -- | --------------------------------------------------------------- | --------- | ------------- | --------------- | --- |
| 1  | Колесо обозрения «Солнце Москвы»                                | 140       | 2022          | Москва          | Крупнейшее в России и Европе с 2022 года. |
| 2  | Колесо обозрения в Лазаревском парке                            | 83        | 2012          | Сочи            | Крупнейшее в России до 2022 года. В 2010 году планировалась установка колеса обозрения в Самаре в парке Гагарина, но работы по установке были приостановлены из-за отсутствия разрешения на капитальное строительство. В 2012 году было разобрано и перевезено в Лазаревское (Сочи) |
| 3  | «360°»                                                          | 73        | 2017          | Челябинск       | Самое высокое в России круглогодично работающее колесо |
| 4  | Колесо обозрения на Михайловской набережной                     | 67        | 2019          | Новосибирск     | |
| 5  | Колесо обозрения в парке «Книга Джунглей»                       | 70        | 2018          | Анапа           | |
| 6  | Колесо обозрения в парке аттракционов «Вокруг света»            | 68        | 2022          | Омск            | Самое высокое колесо обозрения за Уралом |
| 7  | Колесо обозрения «Золотое кольцо»                               | 65        | 2018          | Ярославль       | |
| 8  | Колесо обозрения «Вокруг света»                                 | 65        | 2016          | Казань          | Второе в городе. Работает круглогодично. |
| 9  | Колесо обозрения «Одно небо»                                    | 65        | 2016          | Ростов-на-Дону  | |
| 10 | Колесо обозрения «Иремель»                                      | 60        | 2015          | Уфа             | Являлось самым высоким колесом обозрения в России, работающим круглогодично, до 2017 г. |
| 11 | Колесо обозрения на парковке ТРЦ «Макси»                        | 55        | 2019          | Тула            | Открыто 24 октября 2019 года на парковке ТРЦ «Макси» (ул. Пролетарская, 2). Это не единственное, но самое высокое колесо обозрения в регионе. |
| 12 | Колесо обозрения в парке Гагарина                               | 55        | 2018          | Самара          | Открыто 28 декабря 2018 года. Работает круглый год. |
| 13 | Колесо обозрения в парке «Диво-остров»                          | 55        | 2013          | Санкт-Петербург | Построено как замена старому колесу высотой 27 метров |
| 14 | Колесо обозрения «Music Wheel Crocus City»                      | 55        | 2015          | Москва          | |
| 15 | Колесо обозрения «Music Wheel» в ТЦ «Vegas»                     | 55        | 2018          | Москва          | |
| 16 | Колесо обозрения в парке им. Горького                           | 52        | 2014          | Краснодар       | |
| 17 | Колесо обозрения «Дымковская радость» в парке им. Кирова        | 51        | 2017          | Киров           | Название является временным до официального открытия. В том же парке им. Кирова находится старое колесо обозрения меньшей высоты с открытыми кабинками, построенное в советские годы                                                                                                |
| 18 | Колесо обозрения в Измайловском парке                           | 50        | 1958          | Москва          | Старейшее из действующих в Москве |
| 19 | Колесо обозрения в «Радуга-парке»                               | 50        | 2013          | Екатеринбург    | |
| 20 | Колесо обозрения в парке им. Горького                           | 50        | 2013          | Пермь           | |
| 21 | Колесо обозрения «Небо33» в Центральном парке культуры и отдыха | 50        | 2015          | Владимир        | |
| 22 | Колесо обозрения в Лопатинском саду                             | 50        | 2019          | Смоленск        | |
| 23 | Колесо обозрения в парке флоры и фауны «Роев ручей»             | 50        | 2021          | Красноярск      | Высочайшее колесо обозрения в Красноярске |
| 24 | Колесо обозрения «Глаз Балтики»                                 | 50        | 2021          | Зеленоградск    | Высочайшее колесо обозрения в Калининградской области |
| 25 | Колесо обозрения «Колесо-НиНо»                                  | 50        | 2021          | Нижний Новгород | |
| 26 | Колесо обозрения «Седьмое небо»                                 | 48        | 2014          | Уфа             | Первое в России круглогодично работающее колесо |
| 27 | Колесо обозрения «Music Wheel»                                  | 46        | 2018          | Чебоксары       | В каждой кабинке играет отдельный стиль музыки. Кабины оснащены кондиционером |
| 28 | Колесо обозрения в парке «Юность»                               | 45        | 2012          | Калининград     | |

## Известные и рекордные колёса обозрения

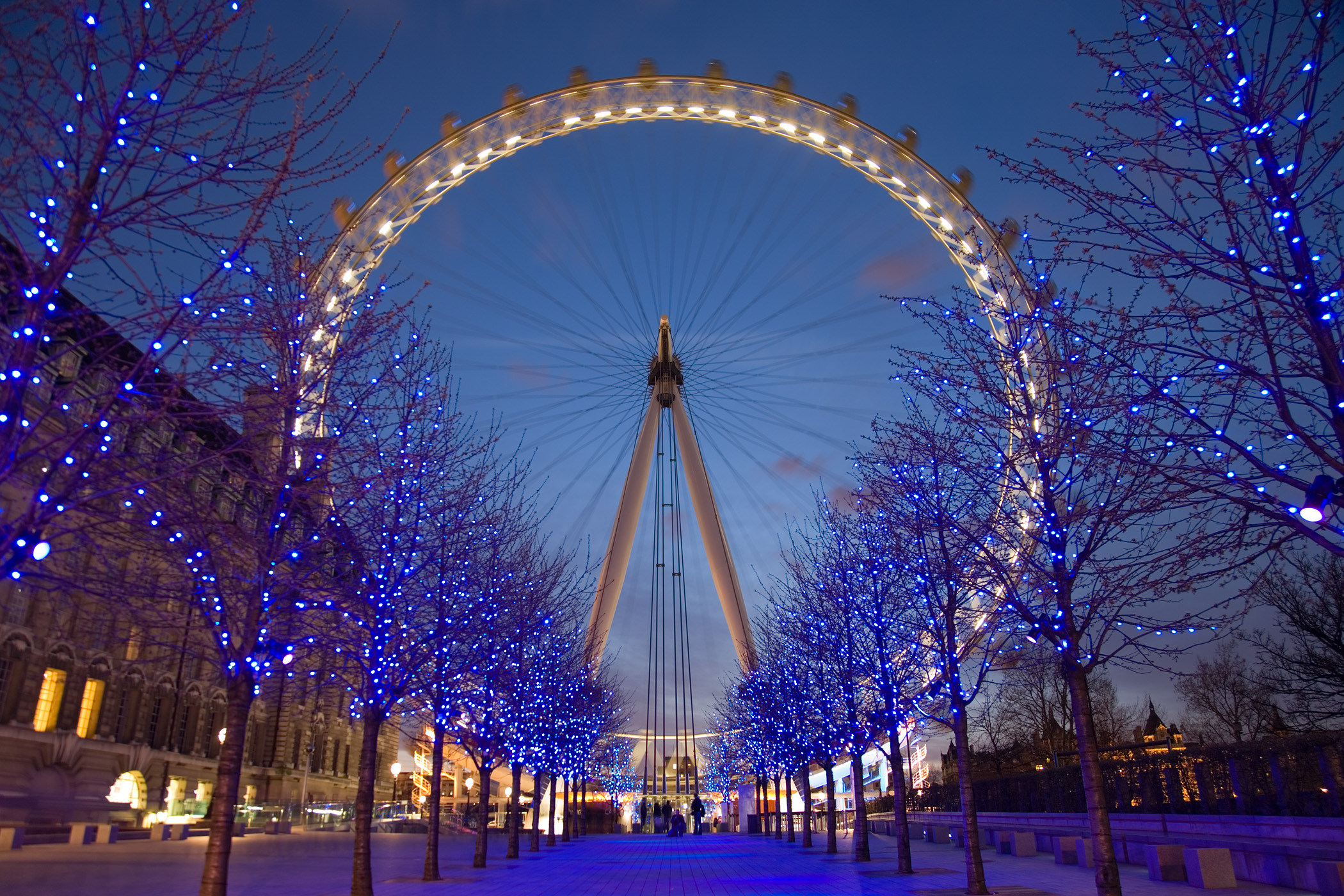
Лондонский глаз

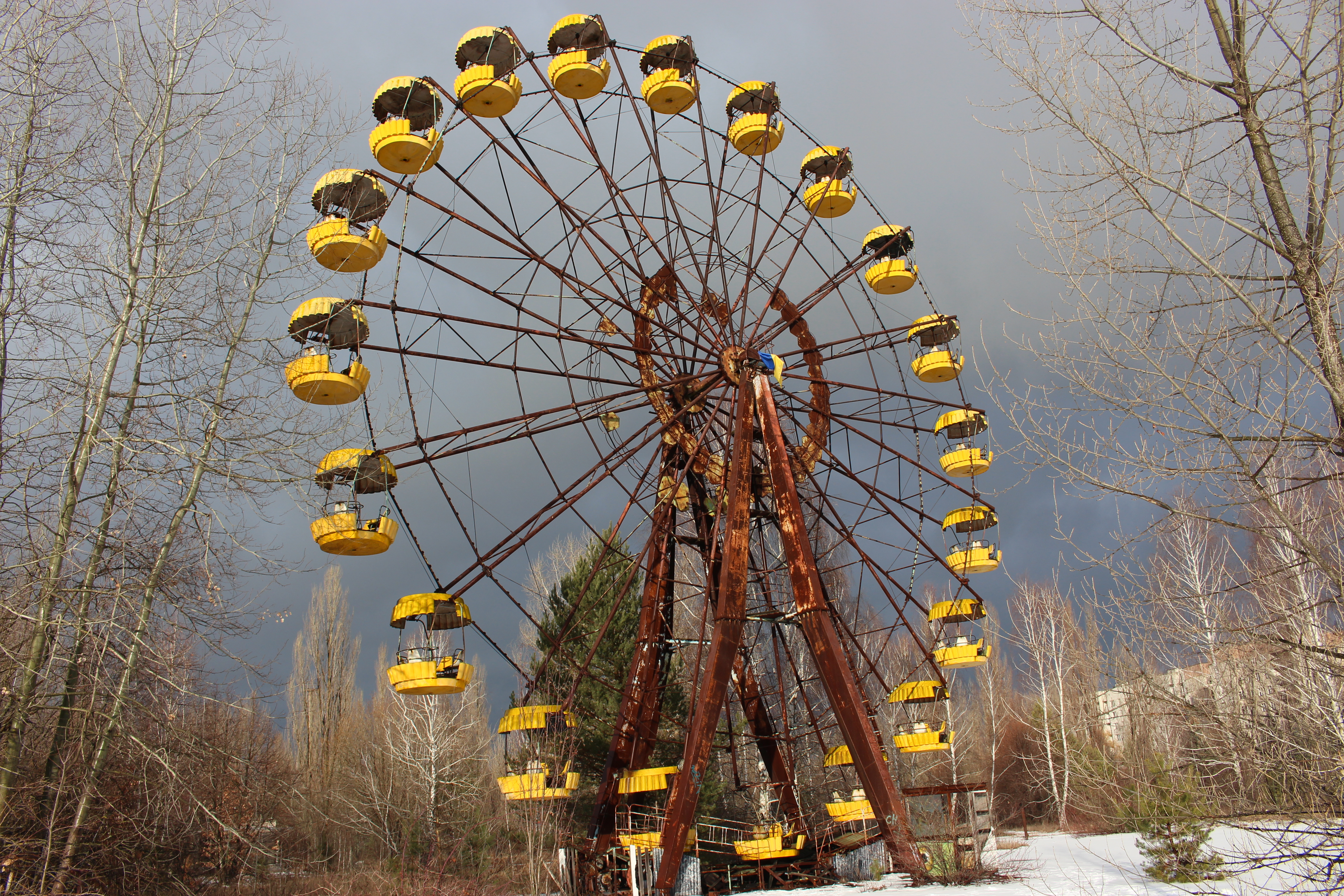
Колесо обозрения в городе Припять (зона отчуждения Чернобыльской АЭС)

- Самое большое колесо обозрения в мире — Око Дубая находится в Дубае. 250-метровый аттракцион расположен на искусственном острове Блувотерс[29]. Открылось для посетителей 21 октября 2021 года. На нем обустроили 48 кабинок, в некоторых из них есть бар и можно заказать ужин. На колесе одновременно могут находиться 1750 посетителей. Один оборот колеса продолжается 38 минут. Работает круглосуточно.
- До Ока Дубая самым большим колесом обозрения в мире было колесо Хай Роллер в Лас-Вегасе (высота 167 м), открытое для посетителей 31 марта 2014 года [30] .
- Колесо обозрения Singapore Flyer в Сингапуре (165 м) было самым большим колесом обозрения в мире в 2007–2014 гг.
- «Звезда Наньчана» — высота 160 м, расположено в Наньчане (Китай). Четвёртое в мире по высоте.
- Колесо обозрения на мосту через реку Байланхэ — 145 м, расположено в городском округе Вэйфан (Китай). Пятое в мире по высоте и крупнейшее в мире невращающееся колесо обозрения без спиц.
- «Солнце Москвы» — высота 140 м, c 2022 года является крупнейшим в России и в Европе и шестым в мире по высоте.
- «Лондонский глаз» — высота 135 м; было самым большим в мире в 2000–2006 гг., до открытия колеса «Звезда Наньчана», и самым большим в Европе до открытия колеса «Солнце Москвы». В настоящее время остаётся седьмым в мире по высоте и вторым в Европе.
- Самое большое колесо обозрения классического типа (не считая наблюдательных колёс) в мире — «Небесная мечта Фукуока», установленное в японском городе Фукуока; диаметр — 112 м, общая высота — 120 м.[источник не указан 2386 дней]
- 90-метровое колесо Eurowheel[англ.] (с англ. — «Евроколесо») в парке развлечений «Мирабиландия»[англ.] (Италия) возведено в 1999 году; было крупнейшим в Европе до открытия «Лондонского глаза». До этого крупнейшим в Европе было московское Колесо имени 850-летия Москвы (высота 73 м, диаметр 70 м; открыто в 1995, демонтировано в 2016).
- Колесо обозрения в Вене. Построено Вальтером (Уолтером) Бассетом в 1897 году и существует в Вене до сих пор. Высота колеса — 64,75 м.
- Парижское колесо обозрения — одно из самых больших мобильных колёс обозрения. Высота — 60 м. Не требует постоянного фундамента, так как стабильность обеспечивают балластные баки с водой объёмом 40 тыс. л. Впервые это колесо было смонтировано в Париже в преддверии празднования миллениума. В 2003 году колесо было перенесено в Бирмингем, где и находилось до февраля следующего года, после чего было перенесено в Манчестер. После этого колесо снова вернулось на европейский континент. Летом 2005 года оно было смонтировано в Амстердаме.
- Колесо обозрения в городском парке г. Припять является одним из символов Чернобыльской зоны отчуждения. Данное колесо никогда не использовалось, так как должно было открыться 1 мая 1986 года, то есть через пять дней после аварии.
- Колесо обозрения в Минске является самым высоким на территории Белоруссии (54 м)[31].
- Колесо обозрения в Измайловском парке культуры и отдыха — самое старое (1958) из действующих в Москве.
- Колесо обозрения в Ашхабаде является крупнейшим колесом обозрения закрытого типа в мире (47,6 м)[32].